# Caater
Caater es un grupo musical estonio. El grupo Eurodance está formado por dos miembros: Kalle Kukk y Andrus Lang. Caater está firmado con Sony Music.
En 1999, Caater recibió el "Kuldne Plaat" (disco de oro) en los Estonian Music Awards por el sencillo "O Si Nene". Ese año, también fue nombrada banda del año y álbum del año.

## Discografía

### Álbumes
- I (1997)
- II Level (1997)
- Contact (1998)
- Freakshow (1998)
- Space Invasion (1998)
- Millennium: The Best Of Caater (1999)
- Connected (2000)
- King Size (2001)
- Club Space (2002)
- The Queen of Night (with Trinity) (2003)

### Sencillos
- "O Si Nene" (1999)
- "Hold That Sucker Down" (2000)
- "Phantom" (2000)
- "Dance with You" (2000)
- "Free My Body" (2001)
- "King Size" (2001)
- "Somebody" (2002)
- "Friday" (2002)
- "Master Tune" (2002)
- "The Queen of the Night" (2003)
- "Endless Summer" (2004)